# Portugalská revoluce (1910)

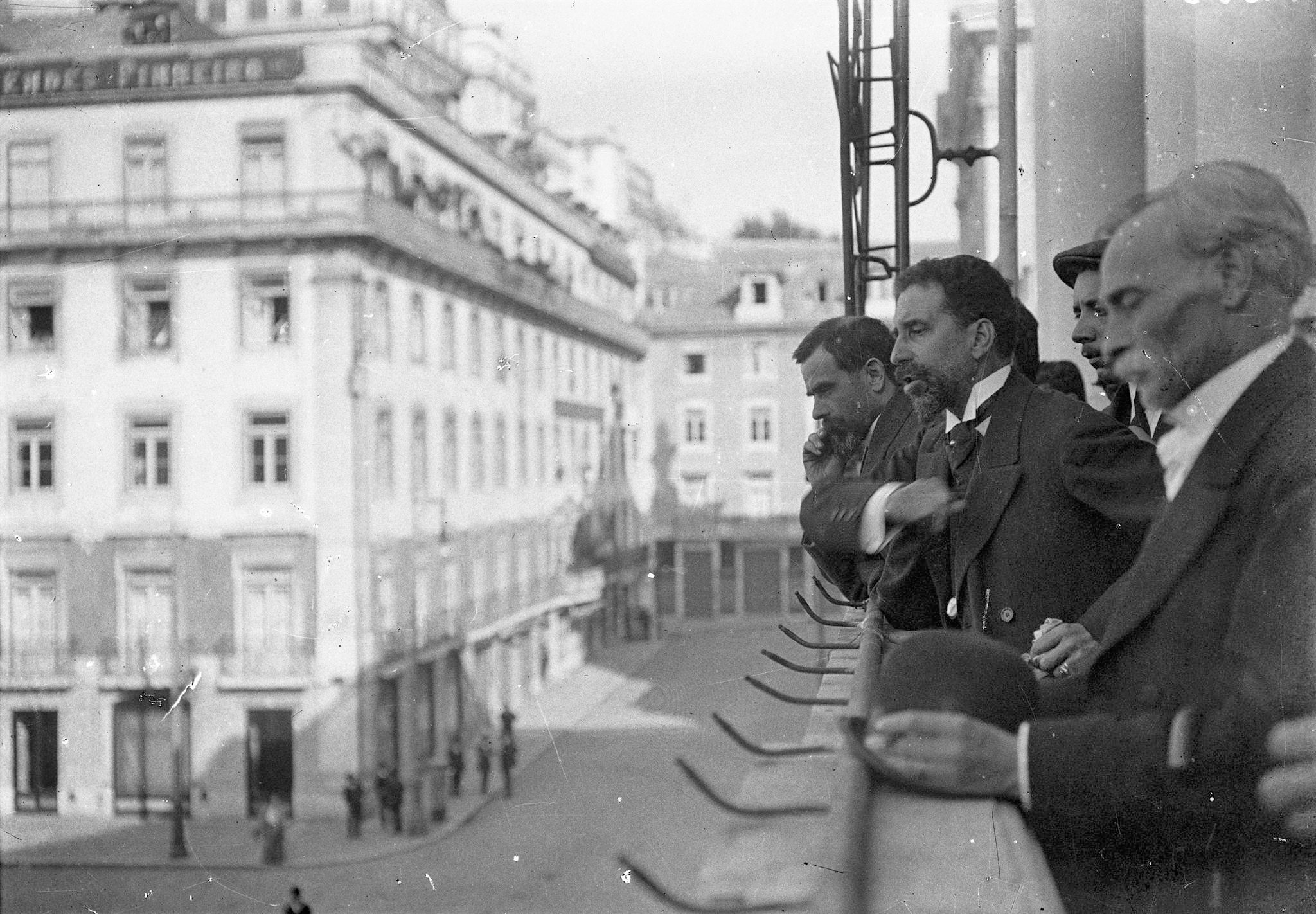
Vyhlášení republiky z budovy lisabonské radnice, hovoří José Relvas

Revoluce z 5. října 1910 svrhla v Portugalsku monarchii a nastolila první portugalskou republiku. Převrat zorganizovala Portugalská republikánská strana (Partido Republicano Português). Byl výsledkem dlouhodobější politické krize, k jejímž příznakům patřil rychlý ústup v afrických koloniích na úkor Británie po britském ultimátu z roku 1890, jež většina obyvatelstva vnímala jako národní ponížení, finanční krize, která nastala v letech 1890 až 1891 v důsledku krize v Brazílii (tzv. encilhamenta), po níž se příjmy odtud přicházející snížily o 80 procent, vojenské povstání z 31. ledna 1891, zavraždění krále Carlose I. roku 1908, diktátorské manýry premiéra João Franca, nestabilita dvou hlavních politických stran Partido Progressista a Partido Regenerador, rostoucí výdaje královského dvora a obecně neschopnost režimu přizpůsobit se modernímu světu. Po neochotě armády zasáhnout proti dvěma tisícovkám republikánských vojáků a námořníků, kteří se vzbouřili mezi 3. a 4. říjnem 1910, byla v 9 hodin ráno 5. října z balkonu lisabonské radnice vyhlášena republika. Po revoluci řídila osud země prozatímní vláda vedená Teófilem Bragou až do schválení ústavy v roce 1911. Se vznikem republiky došlo ke změně státních symbolů: státní hymny a vlajky. Revoluce přinesla některé občanské a náboženské svobody. Teófilo Braga dal novému režimu silně antiklerikální rozměr. Sesazený král Manuel II. dožil zbytek života v exilu. První republika padla převratem z roku 1926.